# Prosper Joseph Sibuet
Pour les articles homonymes, voir Sibuet.
Prosper Joseph, baron Sibuet est un homme politique français né le 17 février 1811 à Thionville (Moselle) et mort le 25 janvier 1874 à Vireux-Wallerand (Ardennes).
Il est le fils de Benoît Prosper Sibuet et, par sa mère, le petit-fils de Joseph Morand, tous deux généraux d'Empire.
Reçu avocat en 1833, il est auditeur au Conseil d’État en 1838. Conseiller général du canton de Givet en 1852, il est aide des cérémonies de l'empereur et secrétaire de l'introducteur des ambassadeurs en 1858. Il est député des Ardennes de 1863 à 1870, siégeant dans la majorité soutenant le Second Empire.

## Sources
- « Prosper Joseph Sibuet », dans Adolphe Robert et Gaston Cougny, Dictionnaire des parlementaires français, Edgar Bourloton, 1889-1891 [détail de l’édition]